# بيتر فـان دي فان
بيتر فـان دي فان (بالهولندية: Peter van de Ven)‏ هو لاعب كرة قدم هولندي في مركز الوسط، ولد في 8 يناير 1961 في Hunsel ‏ في هولندا. لعب مع رودا كيركراده وفورتونا سيتارد وفيلم 2 تيلبورغ ونادي أبردين ونادي جينك ونادي رويال شارلروا وهارت أوف ميدلوثيان.